# Xã Wheatland, Quận Ellis, Kansas
Xã Wheatland (tiếng Anh: Wheatland Township) là một xã thuộc quận Ellis, tiểu bang Kansas, Hoa Kỳ. Năm 2010, dân số của xã này là 386 người.